# Østjyske Motorvej
Autostrada M60 (duń. Østjyske Motorvej) - autostrada biegnąca ze północy na południe od węzła Århus-Nord gdzie przechodzi w Nordjyske Motorvej (M70) do mostu nad cieśniną Mały Bełt, gdzie przechodzi w Fynske Motorvej (M40).
Autostrada oznakowana jest jako E45.

## Odcinki międzynarodowe
Droga od węzła Motorvejskryds Skærup od mostu nad cieśniną Mały Bełt jest częścią trasy europejskiej E20.
Droga od węzła Århus-Nord do węzła Motorvejskryds Skærup jest częścią trasy europejskiej E45.